# Torfschiffhafen Kreuzkuhle

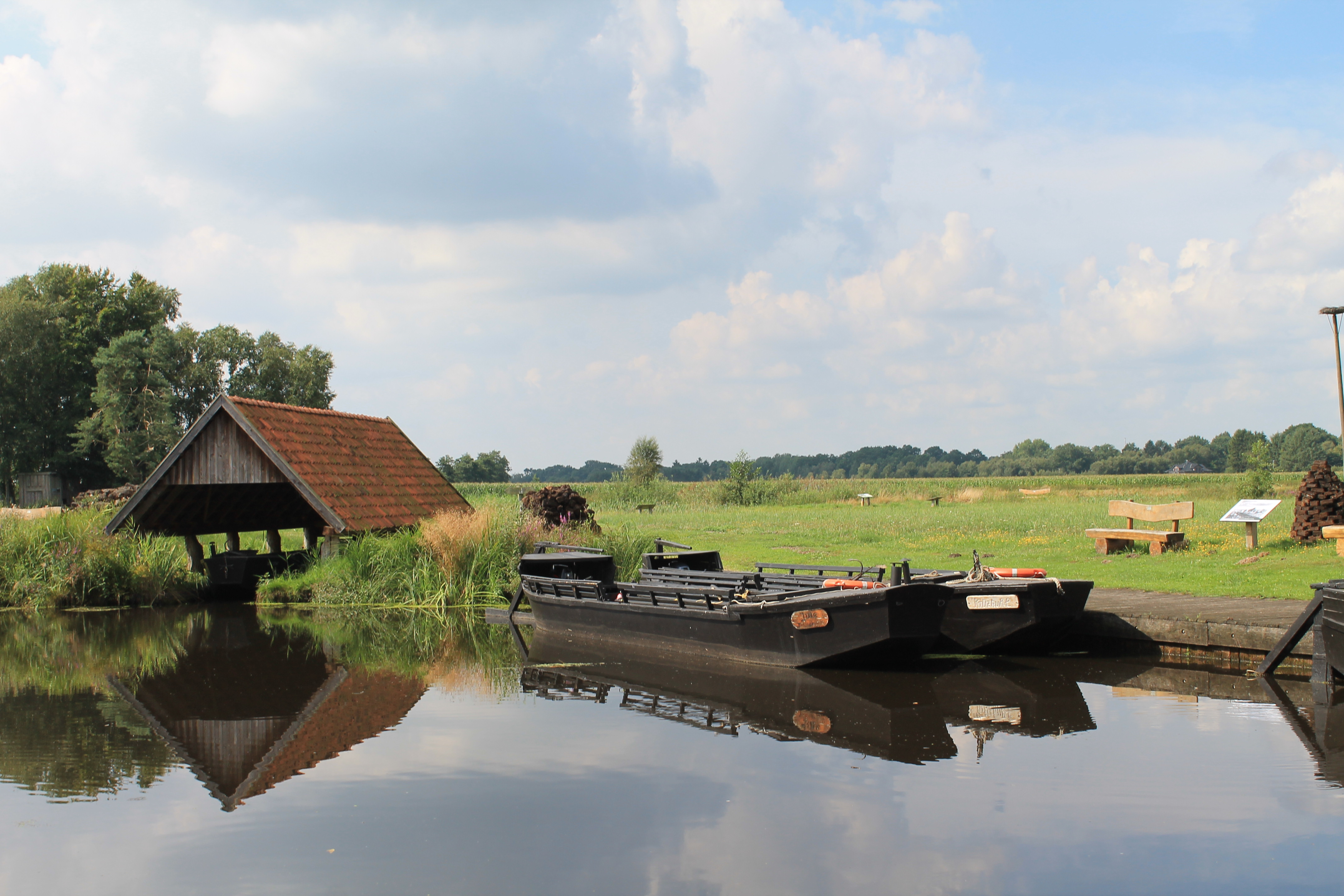
Wiederhergestellter Torfschiffhafen Kreuzkuhle, 2020

Der Torfschiffhafen Kreuzkuhle in Niedersachsen war eine Zollstelle und ein kleiner Torfschiffhafen im Teufelsmoor nördlich von Bremen am Schnittpunkt von drei Grenzen der historischen Landkreise Zeven, Bremervörde und Osterholz. Heute grenzen hier die Landkreise Osterholz und Rotenburg aneinander. Der Hafen liegt im Landkreis Rotenburg im Gnarrenburger Ortsteil Kuhstedtermoor.

## Geschichte und Gegenwart
Um 1720 begann die staatliche Moorkolonisation des Teufelsmoors und damit auch die Geschichte der dortigen Torfkähne. Bei diesen ersten Versuchen der Kolonisation des erst im 17. und 18. Jahrhundert besiedelten Moorgebietes wurden bereits einige Entwässerungskanäle und -gräben angelegt und teilweise bereits die Wasserwege der Hamme, Wörpe und Wümme für Transportzwecke genutzt. Der spätere Moorkommissar Jürgen Christian Findorff wurde 1751 mit der Umsetzung der Moorkolonisation im Teufelsmoor beauftragt und ließ zunächst systematisch Gräben zur Entwässerung anlegen. Moorbauern wurden zur Moorkultivierung angeworben und im Laufe der Zeit entstanden kleine Dörfer und Ortschaften. Die Gräben wurden zu Schiffgräben verbreitert und insbesondere zusammen mit den natürlichen unbegradigten Wasserwegen der Hamme, Wörpe und Wümme dazu genutzt, mit Moorkähnen die notwendigen Güter zu transportieren.
Wenig später wurde darauf Torf nach Bremen gefahren und verkauft. Fast jeder Moorbauer hatte im 19. Jahrhundert seinen Torfkahn. Nach dem Bau des Oste-Hamme-Kanals erfolgte außerdem mit Umladung auf größere Schiffe in Bremervörde der Torftransport über die Oste und Elbe nach Hamburg.
Die Worpsweder Maler haben den Torfkahn auf den Torfgräben und Kanälen auf ihren Bildern und Grafiken festgehalten.

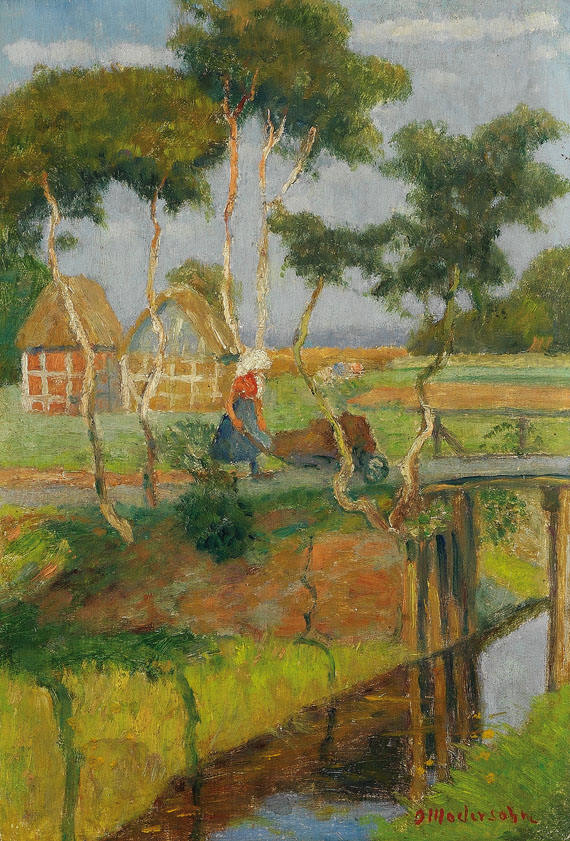
Modersohn, Moorbrücke über Torfkanal
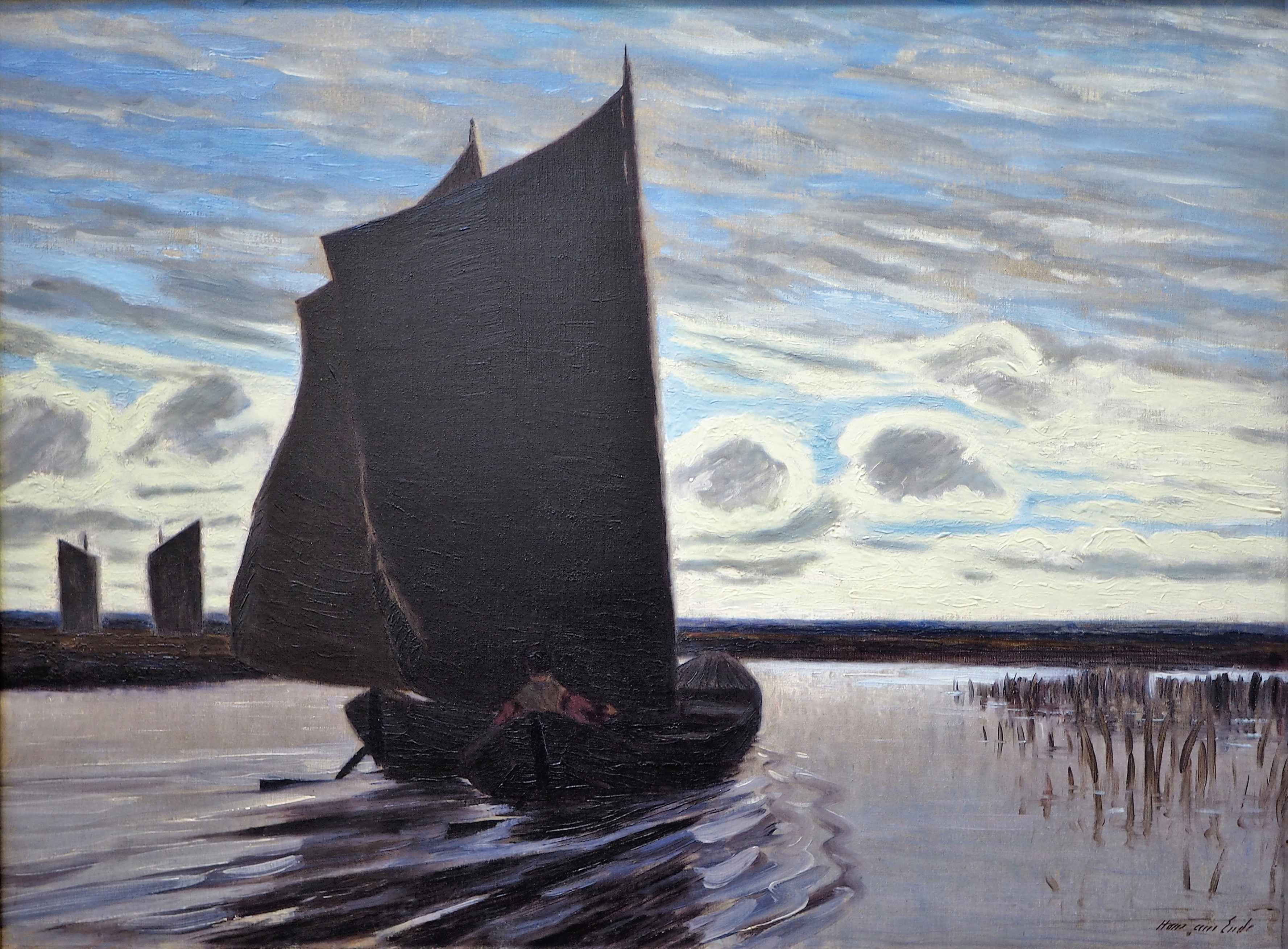
Hans am Ende, Torfsegler
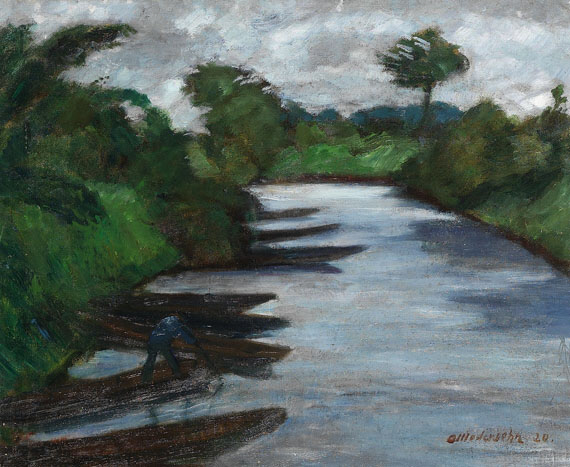
Modersohn, Wümme mit Booten
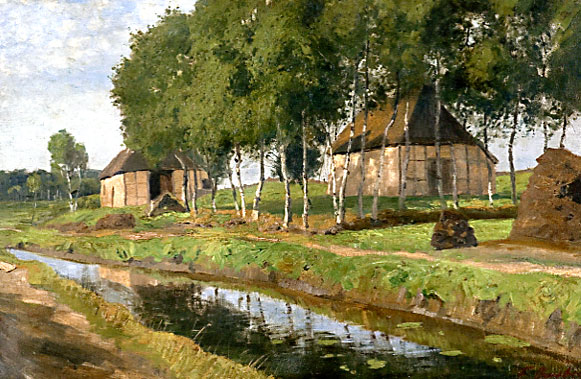
Overbeck, drei Häuser am Torfkanal
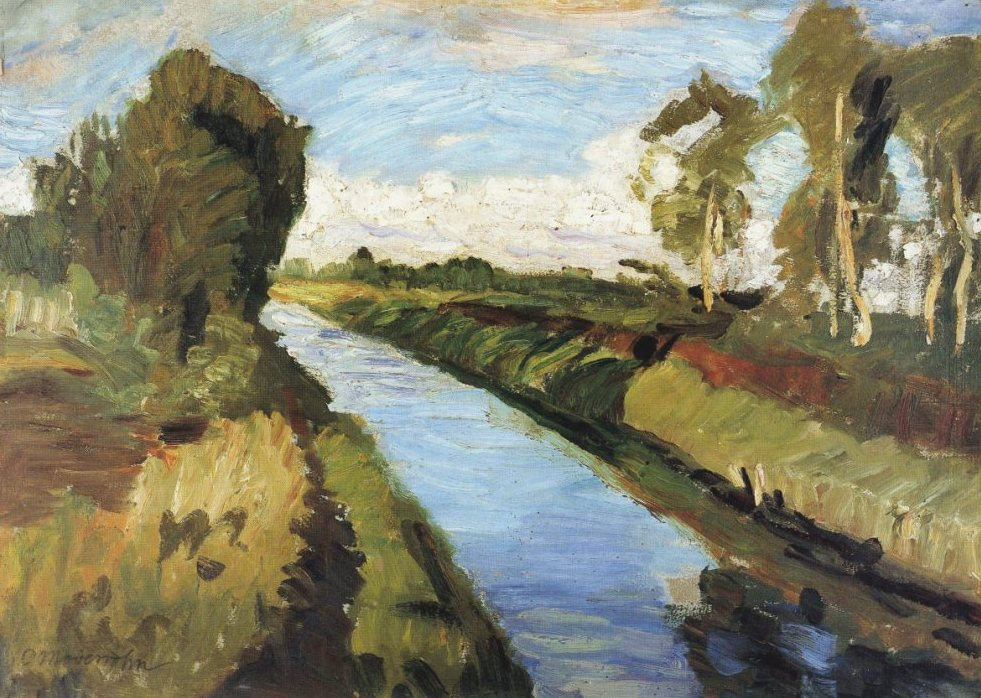
Modersohn, sommerlicher Moorgraben

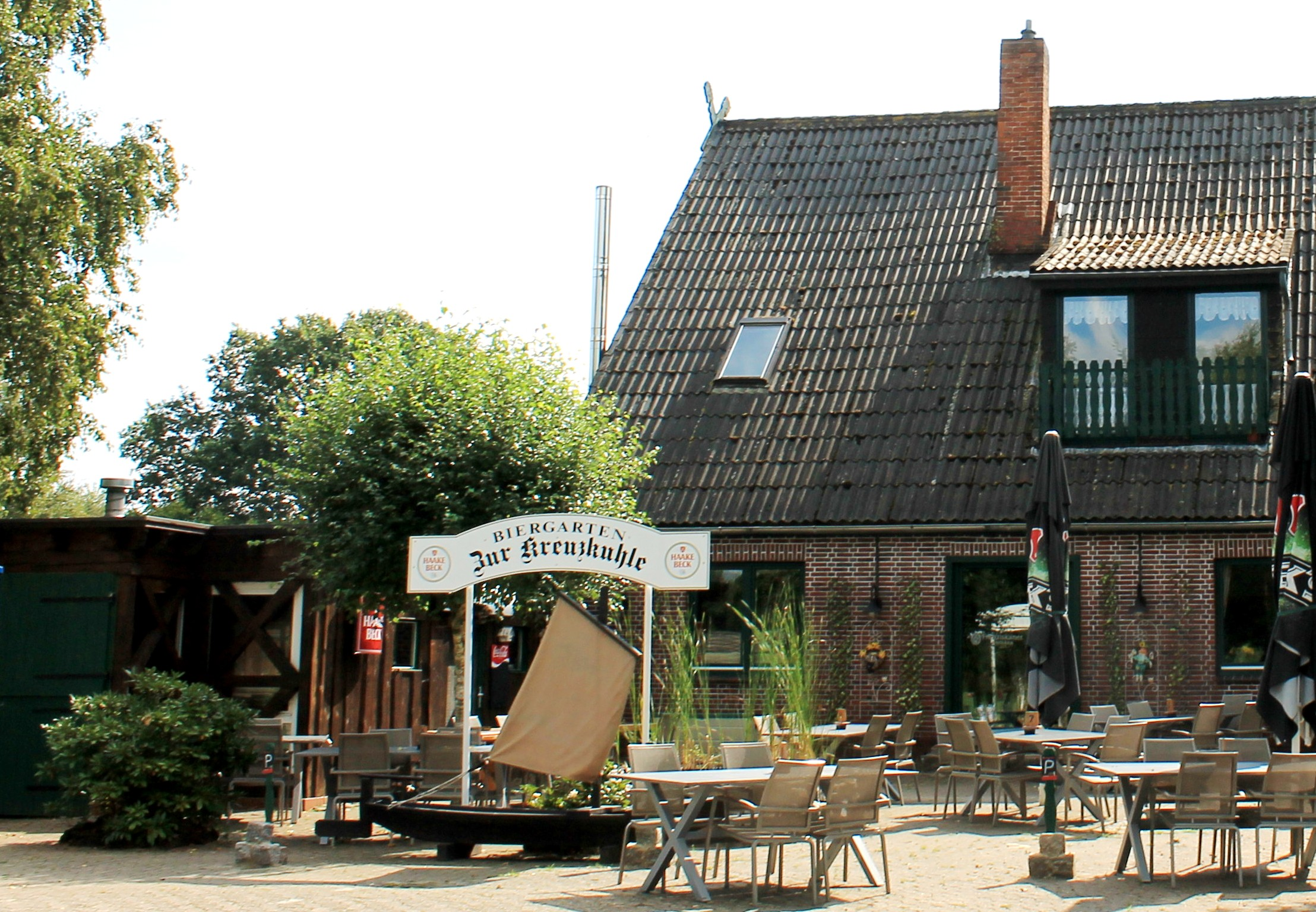
Gasthaus Kreuzkuhle, 2020

Vom Torfschiffhafen Kreuzkuhle aus war Bremen mit dem Torfkahn um 1750 in etwa drei bis vier Tagen über die Hamme erreichbar. An diesem früher auch als Dreikaisereck bezeichneten Ort befindet sich eine Gastwirtschaft, deren Wirte seinerzeit für das Hafenamt Bremervörde die Nutzungsgebühren (Zoll) kassierten, mittels derer der Hamme-Oste-Kanal unterhalten wurde.

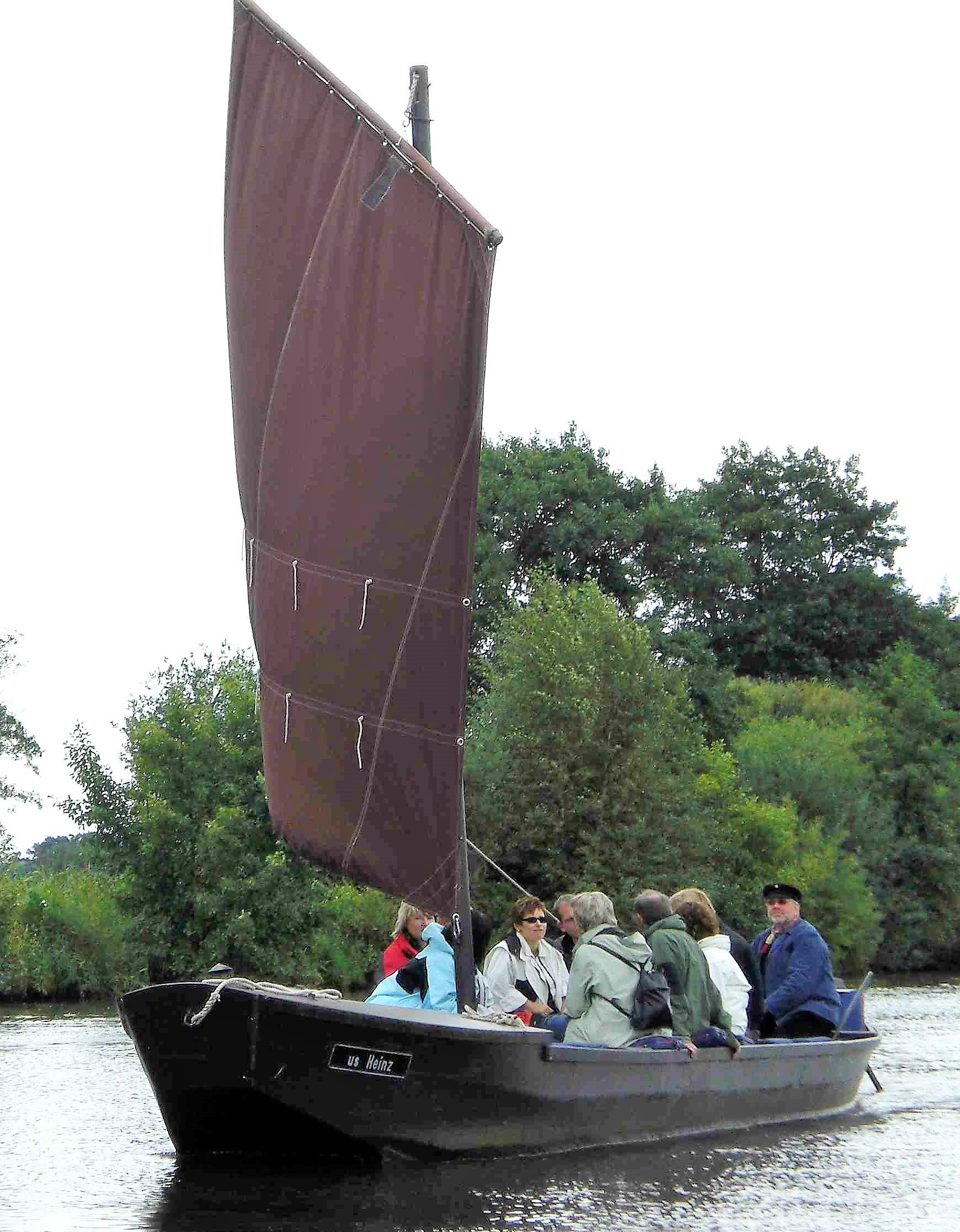
Nachgebauter Torfkahn auf der Hamme, 2008

Ab Dezember 2013 wurde dieser zwischenzeitlich verlandete Torfschiffhafen im Rahmen eines EU-Projekts des Programms zur Förderung des ländlichen Raumes Niedersachsen und Bremen wieder hergerichtet. Dabei wurde der ursprüngliche Moorsee als Hafen wiederhergestellt und mit einem Anlegesteg versehen. Außerdem wurden Torfkahnschauer, Moorkaten und Torfmieten errichtet sowie Informationstafeln aufgestellt. Zudem fahren bereits seit 2007 Touristen auf Halbhuntschiffen – nachgebauten Torfkähnen, die inzwischen teils den wiederhergestellten Hafen sowohl als Ablege- als auch als Anlegeplatz nutzen – auf der Hamme.